# Паттон, Черил
Черил Энн Паттон (англ. Cheryl Ann Patton; род. 1949, Норт-Майами-Бич) — американская фотомодель; победительница конкурса «Мисс США 1967».

## Биография
В 1966 году участвовала в конкурсе красоты штата Флорида, где стала Вице-Мисс. На следующий год стала «Мисс Флорида 1967» и представляла штат на Мисс США 1967, проходившем в Майами-Бич. Она стала Второй Вице-Мисс, победительницей стала Сильвия Хичкок.
В июле того же года Сильвия Хичкок стала четвёртой представительницей США, которая победила на международном конкурсе красоты «Мисс Вселенная 1967», поэтому титул «Мисс США» должен был быть передан Первой Вице Мисс. Первая Вице Мисс — Сьюзен Эллен Брэдли — отказалась принять титул «Мисс США», и Паттон стала «Мисс США 1967». Это единственный случай, когда участница, занявшее 2-е место, отказалась от титула. В феврале 1968 года Паттон подала иск в суд, в котором утверждалось, что руководители конкурса отказались выплатить ей премию в размере 5000 долларов США за то, что она получила право на титул, как это предусмотрено контрактом. Судья вынес решение в её пользу в июне, заявив, что не имеет значения, что сумма уже была выплачена Хичкок.
Позднее Паттон вышла замуж и у неё родился сын. В 1980-х годах она проживала в Северном Майами.